# Ninh Thiểm
Ninh Thiểm (tiếng Trung: 宁陕县; bính âm: Níngshǎn Xiàn) là một huyện của địa cấp thị An Khang, tỉnh Thiểm Tây, Trung Quốc.

### Trấn
| - Thành Quan (城关镇) - Tứ Mẫu Địa (四亩地镇) - Giang Khẩu (江口镇) - Thang Bình (汤坪镇) | - Nghiễm Hóa Lộ (广货街镇) - Long Vương (龙王镇) - Đồng Xa Loan (筒车湾镇) | - Tuần Dương Bá (旬阳坝镇) - Kim Xuyên (金川镇) - Hoàng Quan (皇冠镇) |

### Hương
- Phong Phú (丰富乡)
- Mai Tử (梅子乡)
- Tân Trường (新场乡)
- Thái Sơn Miếu (太山庙乡)